# Головчанский, Григорий Петрович
Григо́рий Петро́вич Головча́нский (25 июля 1972, Гремячинск, Пермская область) — российский региональный историк, археолог, краевед, автор работ, посвящённых древней и новой истории Урала, исследовал ряд археологических памятников Среднего Приуралья. Руководитель Камской археологической экспедиции (с 2001).

## Биография
В 1994 году окончил исторический факультет Пермского государственного университета. В том же году стал преподавателем кафедры древней и новой истории России и научным сотрудником Камской археологической экспедиции. С 1999 года — заместитель, с 2001 года — руководитель КАЭ. Входит в состав Учёного совета Пермского краевого музея. Член международной ассоциации «История и компьютер» с 2000 года.
В 2006 году защитил диссертацию на степень кандидата исторических наук «Христианизация Перми Великой в XV — начале XVIII в.».
Г. П. Головчанский — автор более 60 научных работ, посвящённых проблемам археологии разных периодов древней и новой истории Урала. Он исследовал ряд памятников древней истории Среднего Приуралья: поселение Успенска, Верхние Чусовские городки, поселение Орел, городище Пыскор (Камгорт), поселение Ныроб, поселение Очер, поселение Пермь губернская, поселение Винный завод II, могильник-селище Амбор и др.

## Публикации

### Книги
- Головчанский Г. П., Мельничук А. Ф. Строгановские городки, острожки, сёла. — Пермь, Книжный мир, 2005. ISBN 5-93824-055-7
- Головчанский Г. П., Мельничук А. Ф. Древняя и средневековая история Прикамья в цикле экскурсионных программ: учеб. пособие. — Пермь, Перм. гос. нац. исслед. ун-т, 2014. ISBN 978-5-7944-2413-3
- Города-заводы : научно-популярный сборник / научн. ред. Г. Н. Чагин. — Пермь : Книжный мир, 2011. — 583 с. — (По городам и весям Прикамья : в 5 т. ; т. 5). — 1000 экз. — ISBN 978-5-905550-02-7. (в соавторстве).

### Статьи
- Головчанский Г. П., Мельничук А. Ф. Орёл-городок — центр северных строгановских вотчин в период социального и экономического угасания во второй половине XVII — первой половине XVIII вв. // История и культура провинциальных городов Пермского Прикамья. — Березники, 1995.
- Яйвенский острожек — новый археологический памятник XVI—XIX вв. в пределах уральской вотчины Строгановых // Археология и этнография Среднего Приуралья. Вып.1. — Березники, 2001.
- Строгановы: опыт эффективного землевладения // Этажи Перми. 2003. № 3.
- Родановский комплекс городища Пыскор // Международное (XVI Уральское) археологическое совещание. — Пермь, 2003.
- Первые столицы Строгановых // Усолье: мозаика времен. — Пермь, 2004.
- Языческие мотивы в коми-пермяцкой погребальной обрядности // XVII Уральское археологическое совещание. — Екатеринбург — Сургут, 2007
- Этапы христианизации Перми Великой // Исторический вестник университетов Любляны и Перми. — Ljubliana — Пермь, 2007.
- Динамика церковного строительства Верхнего Прикамья в период русской колонизации // Индустриальные города России: история, современность, перспективы. — Материалы Всероссийской научно-практической конференции. — Березники, 2007.
- Головчанский Г. П., Мельничук А. Ф. Истоки восточно-римской утвари и монетного материала на средневековых памятниках археологии Верхнего Прикамья // Труды КАЭЭ ПГГПУ, Вып. Х. — Пермь, 2016. — С. 21-35.
- Головчанский Г. П., Мельничук А. Ф., Третьяков Д. В. О соотношении святилища Гляденовское костище (IV в. до н. э. — IV в. н. э.) и «идольского жертвища» из жития Трифона Вятского (вторая половина XVI в.) // Вестник Пермского университета. Серия «История». — № 1 (36). — 2017. — С.122-128.

### Художественные произведения
- Чистильщик, или Странный случай в Пермской губернии // Реальность фантастики. 2004. № 7.
- Чёртик // Аэлита. Новая волна. — Екатеринбург, 2004.
- Повесть о Ганзейкине и Пузейкине // Фантастика. Конкурс «Золотая чаша — 2004». — М., 2005.
- Прикладные аспекты ксенопсихологии // Фантастика. Конкурс «Фантастический детектив». — М., 2005.